# Rio Rufino
Rio Rufino es un municipio brasileño del estado de Santa Catarina. Tiene una población estimada al 2021 de 2 484 habitantes.

## Historia
El poblamiento del actual municipio data de 1905, y era conocido entonces como Serra dos Pereiras.
Se creó el distrito de Rio Rufino el 29 de diciembre de 1957 como parte de Urubici, y se emancipó como municipio el 12 de diciembre de 1991.

## Turismo
El municipio destaca por sus artesanías en mimbre, donde se elavoran cestería y muebles. También es visitado por su ecoturismo, ya que posee cascadas y cavernas.